# Richard Ramirez
Richard Ramirez bio je američki serijski ubojica, silovatelj i lopov koji je ubio petnaest ljudi u krvavom pohodu koji je trajao par mjeseci, usred proljeća i ljeta 1985. godine. Za svoja zla djela koristio je razna oružja, te za ubojstva nikada nije iskazao kajanje niti empatiju.

## Životopis
Ricardo "Richard" Leyva Muñoz Ramirez rođen je 29. veljače 1960. godine u gradu El Paso, Teksas, Ramirez je bio najmlađi od sveukupno petero djece. Odrastao u El Pasu, 1974. godine, Ramirez počinje pohađati srednju školu Jefferson, ali se ispiše nešto prije svog sedamnaestog rođendana. S petnaest godina Ramirez počinje raditi u hotelu, gdje bi se ušuljao svaku noć da bi opljačkao ljude koji su spavali u sobama. Ramirezu je dan otkaz nakon pokušaja silovanja mlade žene.
Prije četvrte godine života Ramirez je pretrpio dvije jake ozljede na glavi te mu je dijagnosticirana epilepsija. Kao tinejdžer, Ramirez postaje ovisan o drogi: počinje konzumirati LSD i marihuanu, zajedno sa svojim rođakom, Miguelom Vallesom. Ramirez postaje potišten i povlači se od svojih vršnjaka nakon što svjedoči smrti vlastite tete, koju je Miguel upucao nakon svađe. 
S 22 godine Ramirez se preselio u Los Angeles u  Kaliforniji, gdje spava u ofucanim motelima, neke noći čak i u autu kojeg bi ukrao. Ramirez postaje višestruki lopov, pljačkaš i ovisnik o kokainu. Jednog ljeta u Los Angelesu Ramirez je također svezao i seksualno napastovao ženu. U 1984. godini, Ramirez je uhićen za krađu automobila i oružanu pljačku jedne trgovine u južnom Los Angelesu.
Ramirez je prevezen u bolnicu 1983. godine, nakon ozljeda u tuči između njega i još jednog beskućnika.

## Ubojstva
Jennie Vincow, 78; izbodena nožem u vlastitoj kući usred noći, 28. lipnja, 1984.
Dayle Okazaki, 34; ubijena jednim hicem iz pištolja kalibra .22 u vlastitom apartmanu dana, 17. ožujka, 1985.
Tsai-Lian Yu, 30; upucana dvaput usred ceste dana, 17. ožujka, 1985.
Vincent Zazzara, 64; upucan u sljepoočnicu pištoljem kalibra .22 u vlastitom domu usred noći 27. ožujka, 1985.
Maxine Zazzara, 44; upucana tri puta u prsa pištoljem kalibra. 22 u vlastitom domu usred noći 27. ožujka, 1985.
William Doi, 66; pretučen do smrti metalnom polugom u vlastitom domu, 14. svibnja, 1985.
Mabel Bell, 83; pretučena do smrti čekićem u vlastitom domu, 29. svibnja, 1985.
Patty Elaine Higgins, 32; silovana, potom izbodena kuhinjskim nožem usred noći u svom stanu, 27. lipnja, 1985.
Mary Louise Cannon, 75; izbodena nožem u vlastitom domu usred noći, 2. srpnja, 1985.
Joyce Nellie Nelson, 60; pretučena do smrti u vlastitom domu usred noći, 7. srpnja, 1985.
Maxon Kneiding, 68; upucan u glavu jednom usred noći u vlastitom domu, 20. srpnja, 1985.
Lela Kneiding, 66; upucana četiri puta usred noći u vlastitom domu, 20. srpnja, 1985.
Chainarong Khovananth, 32; upucan u sljepoočnicu jedanput u vlastitom domu u 4:15 ujutro, 20. srpnja, 1985.
Elyas Abowath, 35; upucan u zatiljak jednom u vlastitom domu, 8. kolovoza, 1985.
Peter Pan, 66; upucan u desno oko jednom u vlastitom domu, 18. kolovoza, 1985.

## Istraga i suđenje
Ramirez bi provaljivao u kuće Los Angelesa usred noći, te je imao metodu gdje bi ubio muškarca hicem iz pištolja, potom mučio i seksualno napastovao ženu i djecu. Mediji su Ramireza nazvali "Noćni vrebač" (eng. The Night Stalker) ili "Uljez doline" (eng. Valley Intruder). Ramirez postaje poznat nakon što je počeo ostavljati sotonističke simbole u kući svojih žrtava; većinom crtajući pentagram. Kasnije na svom suđenju Ramirez je uviknuo: "Slava Sotoni!"
Ramirez je napokon uhvaćen 31. kolovoza, nakon što su mu našli otiske prstiju u Toyoti koju je ukrao, te nakon što su ga identificirali detektivi Frank Salerno i Gilbert "Gil" Carrillo; oko podne, Ramirez bježi preko autoceste u istočni Los Angeles, gdje je pretučen potom uhvaćen, nakon što su ga stanovnici Hubbard ulice prepoznali i pretukli. Ramirez iskazuje svoju nevinost na suđenju, iako je drugom zatvoreniku priznao preko 20 ubojstava.
Godine 1989. Ramirez je osuđen na smrtnu kaznu, nakon što ga je porota proglasila krivim. Godine 1996., Ramirez se oženio u zatvoru, no  supruga je zatražila razvod 2009. godine, nakon što se ispostavilo, kada je policija obavila DNA test, da je Ramirez kriv za silovanje i ubojstvo devetogodišnjakinje u San Franciscu 1984. godine. 

## Smrt
Ramirez umire 7. lipnja, 2013., od zatajenja jetre dok je iščekivao pogubljenje, u svojoj 53. godini života. Ramirez je više od 27 godina proveo u kalifornijskom zatvoru San Quentin, gdje je također preminuo.